# 鄭石謨
鄭 石謨（チョン・ソンモ、朝鮮語: 정석모、1929年3月3日 - 2009年6月8日）は、大韓民国の政治家、警察公務員。第10・11・12・13・14・15代大韓民国国会議員。元江原道知事、忠清南道知事、内務部長官。
本貫は東萊鄭氏。カトリック信者。号は南棠（ナムダン、남당）。妻は坡平尹氏で尹拯の末裔である。次男の鄭鎮碩も国会議員、国会事務総長、国会副議長などを歴任した政治家で、彼は忠南紡績の創業者、第11代国会議員の李鍾声の次女と結婚した。また、枢機卿の鄭鎮奭とは同じ本貫の遠縁である（輩行では鄭石謨が鄭鎮奭の父と同じ世代である）。 

## 経歴
日本統治時代の忠清南道の公州郡に生まれた。公州高等学校を経て、1952年にソウル大学校法科大学を卒業した。その後同校国防大学院を修了した後、同校行政大学院で行政学の碩士を取得した。1951年9月に警察専門学校6期生を経て警察となった後、1960年6月に総警となり、1961年に内務部治安局警備課長、1963年に警務課長となった。内務部治安局長まで昇進した後、1973年1月に第18代江原道知事に、同年10月に第15代忠清南道知事に、同年12月に第30代内務部次官にそれぞれ任命され、内務部次官としては治安局の職制改正及び統廃合作業を推進した。1976年1月に第18代忠清南道知事に再任命された。
その後第10代総選挙に立候補して当選し、以後国会議員を計6期務めた。また、1980年に国家保衛立法会議委員に選出された。1985年2月の内閣改編で第43代内務省長官に任命され、1986年8月まで在職した。政界を引退した後は建陽大学校の理事長を務めた。また、2008年に同校で名誉行政学博士号を取得した。2009年6月8日、老衰のため80歳で死去した。